# Jaimee Foxworth
Jaimee Monae Foxworth (Belleville, Illinois, 17 de diciembre de 1979) es una actriz y modelo estadounidense.

## Biografía
Comenzó participando en anuncios televisivos desde una edad muy temprana, además de obtener pequeños papeles en algunas series. En 1989 consigue su papel más destacado, en la comedia Family Matters, donde interpreta a Judy Winslow, la hija menor de la familia Winslow. Sin embargo, la poca importancia del personaje unido a diferencias entre la productora y el entorno de Foxworth llevó a su expulsión de la serie después de cuatro temporadas. Judy Winslow desapareció de la trama sin que se explicase ningún motivo.  
Posteriormente formó un grupo de música con sus dos hermanas, S.H.E.. que acabó disolviénse en poco tiempo. También participó en algunas películas pornográficas con el nombre de Crave.